# 近盛晴嘉
近盛 晴嘉（ちかもり はるよし、1910年5月16日 - ?）は、日本のジャーナリスト、歴史家。

## 人物・来歴
兵庫県出身。早稲田大学政治経済学部卒。大阪毎日新聞記者をへて、大阪読売新聞社勤務。1965年定年退職、帝塚山学院短期大学教授を務め、78年定年退職。ジョセフ彦記念会会長を務めた。

## 著書
- 『ジョセフ=ヒコ』人物叢書 吉川弘文館, 1963
- 『人物日本新聞史』新人物往来社, 1970
- 『ジョセフ彦 ドキュメント・リンカーンに会った日本人 数奇な運命に彩られた漂流者の生涯』日本ブリタニカ, 1980.3
- 『クリスチャン・ジョセフ彦』アムリタ書房, 1985.1
- 『ジョセフ彦漂流譚』こつう豆本 日本古書通信社, 1987.10